# Decathlon-AG2R La Mondiale

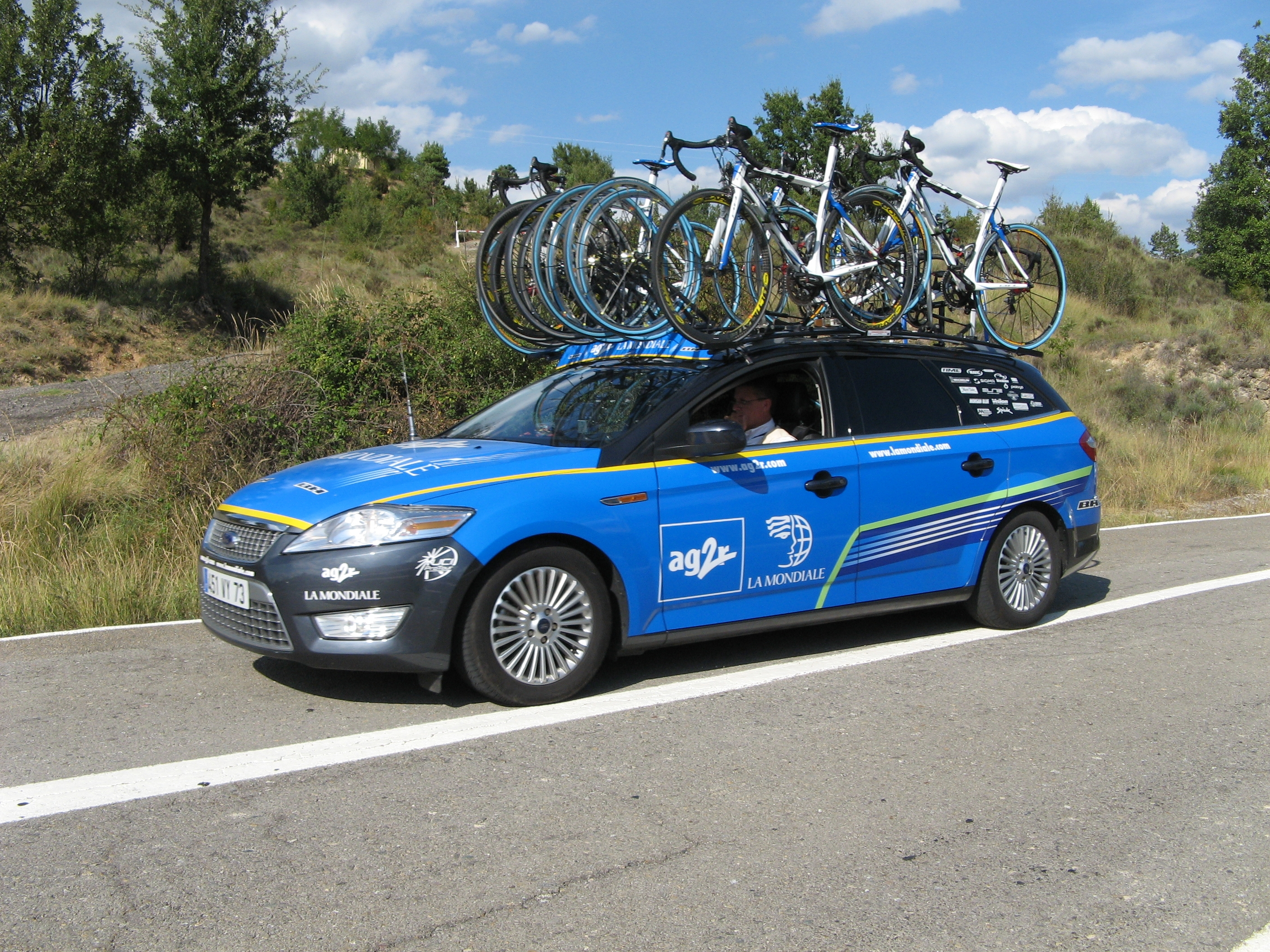
Vehicle de l'equip al 2008

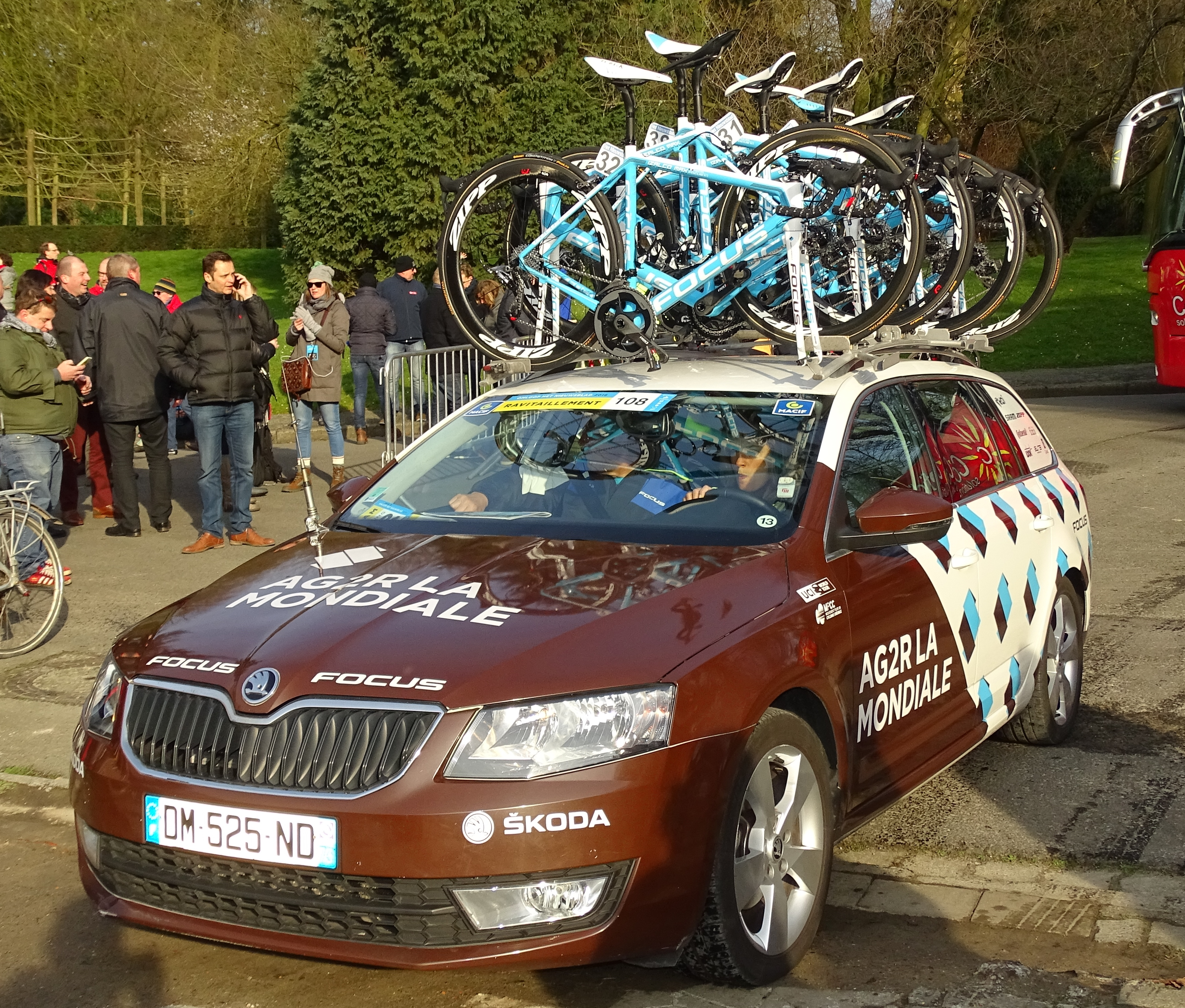
Vehicle de l'equip al 2016

El Decathlon-AG2R La Mondiale (codi UCI: DAT) és un equip francès de ciclisme professional en ruta amb categoria WorldTeam. L'equip és dirigit per Vincent Lavenu i fou creat el 1992. Entre el 2008 i el 2020 fou conegut com a AG2R La Mondiale, després d'anomenar-se Chazal, Casino i AG2R Prévoyance. El 2021 passà a ser anomenat AG2R Citroën Team. Des del 2006 forma part de la màxima categoria d'equips ciclistes. A partir de l'1 de gener de 2024, l'equip passarà a anomenar-se Decathlon AG2R La Mondiale.
Entre els ciclistes que han dut el mallot de l'equip destaquen homes com Jaan Kirsipuu, amb 124 victòries en el seu palmarès en els dotze anys de militància, entre ells quatre etapes del Tour de França i la Copa de França de ciclisme de 1999; Artūras Kasputis, Jacky Durand, Rolf Jaermann, Alexandre Vinokourov, Mikel Astarloza, Jean-Christophe Péraud o Romain Bardet, entre molts d'altres.

## Principals victòries

### Clàssiques
- París-Tours: 1998 (Jacky Durand)
- Fletxa Valona: 1998 (Bo Hamburger)
- Amstel Gold Race: 1998 (Rolf Jaermann)
- GP Ouest France-Plouay: 2003 (Andy Flickinger)
- Bretagne Classic: 2018 (Oliver Naesen), 2021 (Benoît Cosnefroy)
- Gran Premi Ciclista de Quebec: 2022 (Benoît Cosnefroy)

### Curses per etapes
- Volta a Suïssa: 1997 (Christophe Agnolutto)
- Gran Premi del Midi Libre: 1997 (Alberto Elli), 1999 (Benoît Salmon)
- Tirrena-Adriàtica: 1998 (Rolf Järmann)
- Quatre dies de Dunkerque: 1998 (Aleksandr Vinokúrov), 2010 (Martin Elmiger)
- Critèrium del Dauphiné Libéré: 1999 (Alexandre Vinokúrov), 2007 (Christophe Moreau)
- Tour Down Under: 2000 (Gilles Maignan), 2003 (Mikel Astarloza), 2006 (Simon Gerrans), 2007 (Martin Elmiger)
- Critèrium Internacional: 2003 (Laurent Brochard)
- París-Niça: 2014 (Carlos Betancur)
- Tour del Llemosí: 2017 (Alexis Vuillermoz)

### Grans Voltes
- Tour de França :

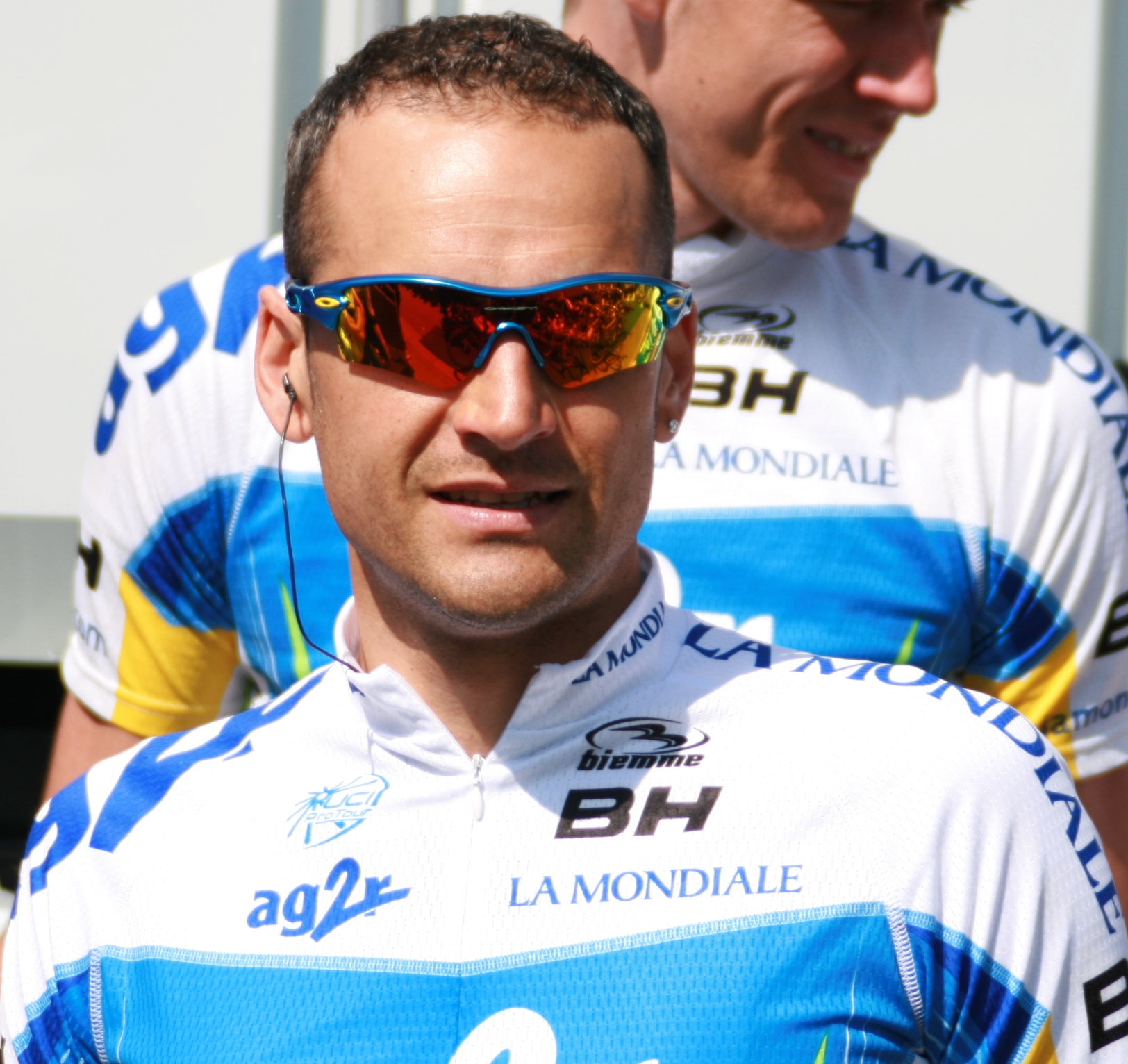
Cyril Dessel

  - 29 participacions (1993, 1994, 1995, 1997, 1998, 1999, 2000, 2001, 2002, 2003, 2004, 2005, 2006, 2007, 2008, 2009, 2010, 2011, 2012, 2013, 2014, 2015, 2016, 2017, 2018, 2019, 2020, 2021, 2022, 2023)
  - 22 victòries d'etapa
    - 2 el 1998: Jacky Durand i Rodolfo Massi
    - 1 el 1999: Jaan Kirsipuu
    - 1 el 2000: Christophe Agnolutto
    - 1 el 2001: Jaan Kirsipuu
    - 1 el 2002: Jaan Kirsipuu
    - 2 el 2004: Jaan Kirsipuu i Jean-Patrick Nazon
    - 1 el 2006: Sylvain Calzati
    - 2 el 2008: Cyril Dessel i Vladímir Iefimkin
    - 1 el 2010: Christophe Riblon
    - 1 el 2013: Christophe Riblon
    - 1 el 2014: Blel Kadri
    - 2 el 2015: Alexis Vuillermoz i Romain Bardet
    - 1 el 2016: Romain Bardet
    - 1 el 2017: Romain Bardet
    - 1 el 2020: Nans Peters
    - 1 el 2021: Ben O'Connor
    - 1 el 2022: Bob Jungels
    - 1 el 2023: Felix Gall

  - 6 classificacions secundàries
    -  2 victòries en la classificació dels joves: Benoît Salmon (1999) i Pierre Latour (2018)
    -  2 victòries en la classificació del Premi de la Combativitat: Christophe Riblon (2013) i Romain Bardet (2015)
    -  1 victòria en la classificació per equips: 2014
    -  1 victòria en la Classificació de la muntanya: 2019 (Romain Bardet)

- Giro d'Itàlia
  - 19 participacions (1998, 2006, 2007, 2008, 2009, 2010, 2011, 2012, 2013, 2014, 2015, 2016, 2017, 2018, 2019, 2020, 2021, 2022, 2023)
  - 5 victòries d'etapa: 
    - 1 el 2006: Tomas Vaitkus
    - 1 el 2011: John Gadret
    - 1 el 2019: Nans Peters
    - 1 el 2021: Andrea Vendrame
    - 1 el 2023: Aurélien Paret-Peintre

  - 2 classificacions secundàries
    -  1 victòria en la classificació dels joves: Carlos Betancur (2013)
    - 1 victòria en la classificació per equips: 2014

- Volta a Espanya
  - 24 participacions (1995, 1996, 1997, 1998, 2002, 2004, 2006, 2007, 2008, 2009, 2010, 2011, 2012, 2013, 2014, 2015, 2016, 2017, 2018, 2019, 2020, 2021, 2022, 2023)
  - 7 victòries d'etapa: 
    - 1 el 1998: Jaan Kirsipuu
    - 1 el 2006: José Luis Arrieta
    - 1 el 2015: Alexis Gougeard
    - 1 el 2016: Pierre Latour
    - 2 el 2018: Tony Gallopin i Alexandre Geniez
    - 1 el 2021: Clément Champoussin

  - 1 classificació secundària
    -  1 victòria en la Classificació de la muntanya: (Geoffrey Bouchard)

### Campionats nacionals

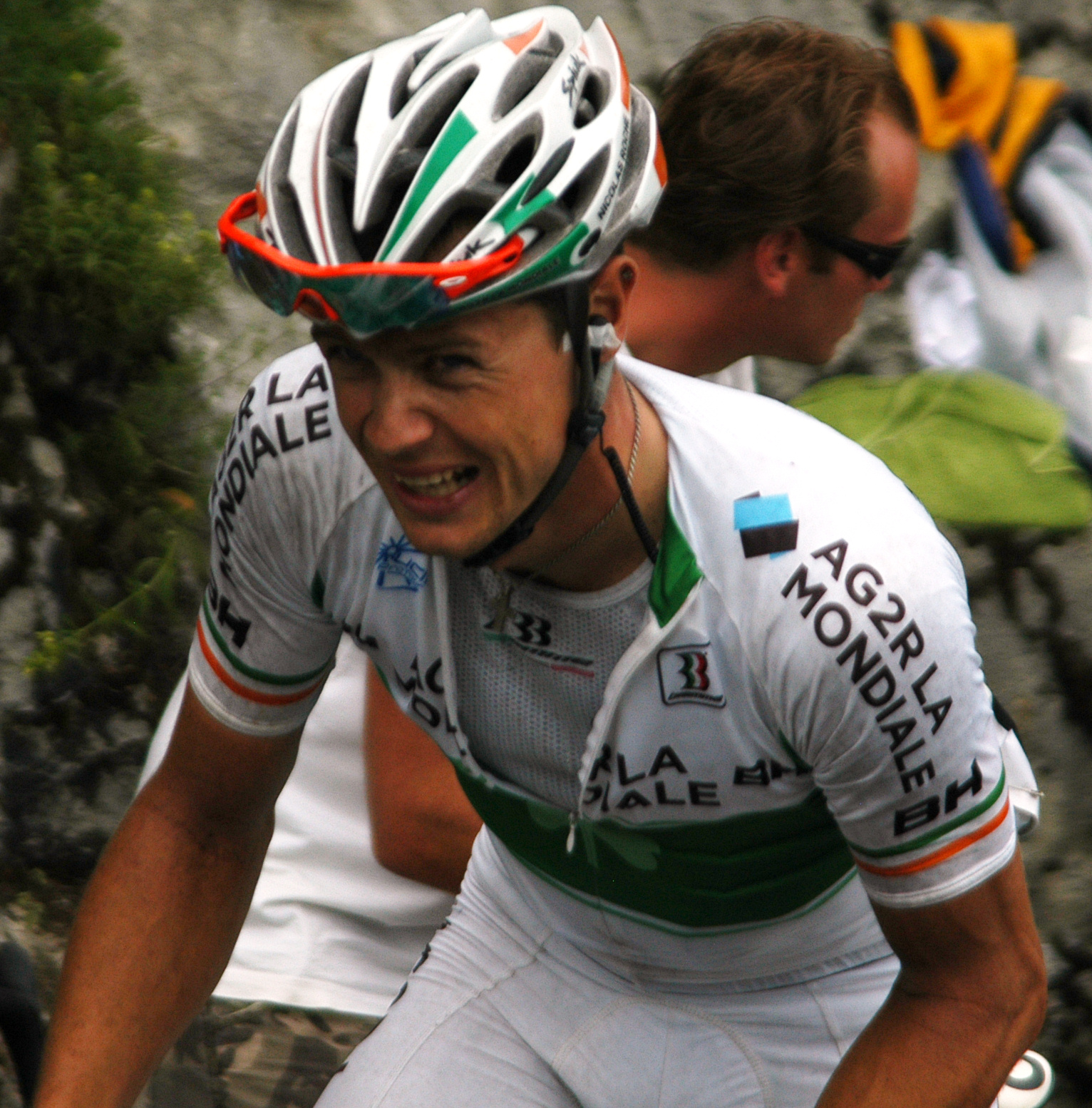
Nicolas Roche amb el mallot de campió d'Irlanda

- Campionat de Bèlgica en ruta: 2001 (Ludovic Capelle), 2017 (Oliver Naesen)
- Campionat de Bèlgica en contrarellotge: 1997 (Marc Streel)
- Campionat de Belarús en ruta: 2014 (Iauhèn Hutaròvitx)
- Campionat del Canadà en contrarellotge: 2015 (Hugo Houle)
- Campionat d'Estònia en ruta: 2000 (Lauri Aus), 1998, 1999, 2002 (Jaan Kirsipuu), 2004, 2006 (Erki Pütsep)
- Campionat d'Estònia en contrarellotge: 2000 (Lauri Aus), 1998, 2001, 2002, 2003, 2004 (Jaan Kirsipuu), 2008 (Tanel Kangert)
- Campionat de França en ruta: 1997 (Stéphane Barthe), 2007 (Christophe Moreau), 2024 (Paul Lapeira)
- Campionat de França en contrarellotge: 1999 (Gilles Maignan), 2017 i 2018 (Pierre Latour), 2024 (Bruno Armirail)
- Campionat de Finlàndia en ruta: 2024 (Jaakko Hänninen)
- Campionat d'Irlanda en ruta: 2002, 2003 (Mark Scanlon), 2009 (Nicolas Roche)
- Campionat de Lituània en ruta: 2018 (Gediminas Bagdonas)
- Campionat de Lituània en contrarellotge: 2018 (Gediminas Bagdonas)
- Campionat de Luxemburg en contrarellotge: 2022 (Bob Jungels)
- Campionat d'Ucraïna en contrarellotge: 2004 (Iuri Krivtsov)
- Campionat de Moldàvia en ruta: 2008 (Alexandru Pliușchin)
- Campionat de Suïssa en ruta: 2010 (Martin Elmiger)

## Classificacions UCI

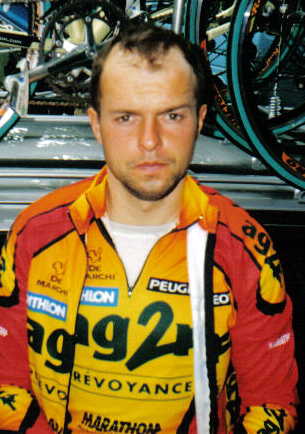
Jaan Kirsipuu, l'esprintador de l'equip durant molts anys

Fins al 1998 els equips ciclistes es trobaven classificats dins l'UCI en una única categoria. El 1999 la classificació UCI per equips es dividí entre GSI, GSII i GSIII. D'acord amb aquesta classificació els Grups Esportius I són la primera categoria dels equips ciclistes professionals. L'equip Casino, posteriorment anomenat AG2R, baixà de categoria a GSII el 2001, per tornar a la màxima categoria l'any següent. La següent classificació estableix la posició de l'equip en finalitzar la temporada.
| Temporada | Classificació per equips | Millor ciclista en la classificació individual |
| --------- | ------------------------ | ---------------------------------------------- |
| 1995      | 25è                      | Arturas Kasputis (159è)                        |
| 1996      | 26è                      | Pascal Chanteur (87è)                          |
| 1997      | 12è                      | Alberto Elli (25è)                             |
| 1998      | 2n                       | Alberto Elli (19è)                             |
| 1999      | 12è                      | Jaan Kirsipuu (11è)                            |
| 2000      | 22è                      | Jaan Kirsipuu (48è)                            |
| 2001      | 2n (GSII)                | Jaan Kirsipuu (14è)                            |
| 2002      | 26è                      | Jaan Kirsipuu (47è)                            |
| 2003      | 15è                      | Laurent Brochard (24è)                         |
| 2004      | 21è                      | Laurent Brochard (41è)                         |

El 2005 l'AG2R Prévoyance no forma part dels vint equips que prenen part en el naixement del ProTour i forma part de l'UCI Europa Tour i altres Circuits continentals de ciclisme.
UCI Àsia Tour
| Temporada | Classificació per equips | Millor ciclista en la classificació individual |
| --------- | ------------------------ | ---------------------------------------------- |
| 2005      | 29è                      | Alexandre Usov (111è)                          |
| 2016      | -                        | Romain Bardet (35è)                            |
| 2017      | -                        | Romain Bardet (104è)                           |
| 2018      | -                        | Romain Bardet (124è)                           |

UCI Amèrica Tour
| Temporada | Classificació per equips | Millor ciclista en la classificació individual |
| --------- | ------------------------ | ---------------------------------------------- |
| 2016      | -                        | Hugo Houle (101è)                              |
| 2019      | -                        | Larry Warbasse (45è)                           |
| 2020      | -                        | Larry Warbasse (23è)                           |
| 2021      | -                        | Larry Warbasse (96è)                           |
| 2022      | -                        | Larry Warbasse (295è)                          |
| 2023      | -                        | Larry Warbasse (87è)                           |

UCI Europa Tour
| Temporada | Classificació per equips | Millor ciclista en la classificació individual |
| --------- | ------------------------ | ---------------------------------------------- |
| 2005      | 2n                       | Tomas Vaitkus (15è)                            |
| 2016      | -                        | Samuel Dumoulin (6è)                           |
| 2017      | -                        | Rudy Barbier (39è)                             |
| 2018      | -                        | Romain Bardet (45è)                            |
| 2019      | -                        | Oliver Naesen (13è)                            |
| 2020      | -                        | Benoît Cosnefroy (26è)                         |
| 2021      | -                        | Benoît Cosnefroy (36è)                         |
| 2022      | -                        | Benoît Cosnefroy (14è)                         |
| 2023      | -                        | Felix Gall (30è)                               |

UCI Oceania Tour
| Temporada | Classificació per equips | Millor ciclista en la classificació individual |
| --------- | ------------------------ | ---------------------------------------------- |
| 2005      | 4t                       | Simon Gerrans (9è)                             |
| 2016      | -                        | Jesse Sergent (77è)                            |
| 2021      | -                        | Ben O'Connor (2n)                              |
| 2022      | -                        | Ben O'Connor (3r)                              |
| 2023      | -                        | Ben O'Connor (4T)                              |

A partir del 2006, l'equip AG2R Prévoyance s'integra al ProTour. La taula presenta les classificacions de l'equip al circuit, així com el millor ciclista individual.
| Temporada | Classificació per equips | Millor ciclista en la classificació individual |
| --------- | ------------------------ | ---------------------------------------------- |
| 2006      | 15è                      | Christophe Moreau (13è)                        |
| 2007      | 4t                       | Christophe Moreau (19è)                        |
| 2008      | 13è                      | Cyril Dessel (48è)                             |

El 2009 la classificació del ProTour és substituïda per la Classificació mundial UCI.
| Temporada | Classificació per equips | Millor ciclista en la classificació individual |
| --------- | ------------------------ | ---------------------------------------------- |
| 2009      | 17è                      | Martin Elmiger (68è)                           |
| 2010      | 18è                      | Nicolas Roche (32è)                            |

El 2011 la Classificació mundial UCI passa a ser l'UCI World Tour.
| Temporada | Classificació per equips | Millor ciclista en la classificació individual |
| --------- | ------------------------ | ---------------------------------------------- |
| 2011      | 15è                      | Jean-Christophe Péraud (25è)                   |
| 2012      | 17è                      | Rinaldo Nocentini (30è)                        |
| 2013      | 12è                      | Carlos Betancur (14è)                          |
| 2014      | 7è                       | Jean-Christophe Péraud (10è)                   |
| 2015      | 11è                      | Domenico Pozzovivo (18è)                       |
| 2016      | 13è                      | Romain Bardet (8è)                             |
| 2017      | 9è                       | Romain Bardet (19è)                            |
| 2018      | 11è                      | Romain Bardet (14è)                            |

El 2016 la Classificació mundial UCI passa a tenir en compte totes les proves UCI. Durant tres temporades existeix paral·lelament amb la classificació UCI World Tour i els circuits continentals. A partir del 2019 substitueix definitivament la classificació UCI World Tour.
| Temporada | Classificació per equips | Millor ciclista en la classificació individual |
| --------- | ------------------------ | ---------------------------------------------- |
| 2016      | -                        | Romain Bardet (6è)                             |
| 2017      | -                        | Romain Bardet (34è)                            |
| 2018      | -                        | Romain Bardet (10è)                            |
| 2019      | 14è                      | Oliver Naesen (14è)                            |
| 2020      | 15è                      | Benoît Cosnefroy (30è)                         |
| 2021      | 8è                       | Ben O'Connor (40è)                             |
| 2022      | 15è                      | Benoît Cosnefroy (18è)                         |
| 2022      | 15è                      | Benoît Cosnefroy (18è)                         |

## Composició de l'equip 2024
| Llista de l'equip 2024                       | Llista de l'equip 2024 | Llista de l'equip 2024              | Llista de l'equip 2024 |
| Ciclista                                     | Data de naixement      | Equip previ                         |                        |
| -------------------------------------------- | ---------------------- | ----------------------------------- | ---------------------- |
| Bruno Armirail                               | 11 de abril de 1994    | Groupama-FDJ (2023)                 |                        |
| Sam Bennett                                  | 16 de octubre de 1990  | Bora-Hansgrohe (2023)               |                        |
| Clément Berthet                              | 2 de agost de 1997     | Delko (2021)                        |                        |
| Franck Bonnamour (1 de gen–25 de març, Nota) | 20 de juny de 1995     | B&B Hotels-KTM (2022)               |                        |
| Geoffrey Bouchard                            | 1 de abril de 1992     | CR4C Roanne (2018)                  |                        |
| Benoît Cosnefroy                             | 17 de octubre de 1995  | Chambéry CF (2017)                  |                        |
| Dries De Bondt                               | 4 de juliol de 1991    | Alpecin-Deceuninck (2023)           |                        |
| Sander De Pestel                             | 11 de octubre de 1998  | Team Flanders-Baloise (2023)        |                        |
| Stan Dewulf                                  | 20 de desembre de 1997 | Lotto-Soudal (2020)                 |                        |
| Felix Gall                                   | 27 de febrer de 1998   | Team DSM (2021)                     |                        |
| Pierre Gautherat                             | 16 de gener de 2003    | SCO Dijon (2022)                    |                        |
| Dorian Godon                                 | 25 de maig de 1996     | Cofidis, Solutions Crédits (2018)   |                        |
| Jaakko Hänninen                              | 16 de abril de 1997    | EC Saint-Étienne Loire (2019)       |                        |
| Jordan Labrosse                              | 15 de setembre de 2002 | AG2R Citroën U23 Team (2023)        |                        |
| Victor Lafay                                 | 17 de gener de 1996    | Cofidis (2023)                      |                        |
| Paul Lapeira                                 | 25 de maig de 2000     | AG2R Citroën U23 Team (2021)        |                        |
| Oliver Naesen                                | 16 de setembre de 1990 | IAM Cycling (2016)                  |                        |
| Ben O'Connor                                 | 25 de novembre de 1995 | NTT Pro Cycling (2020)              |                        |
| Aurélien Paret-Peintre                       | 27 de febrer de 1996   | Chambéry CF (2018)                  |                        |
| Valentin Paret-Peintre                       | 14 de gener de 2001    | AG2R Citroën U23 Team (2021)        |                        |
| Nans Peters                                  | 12 de març de 1994     | Chambéry CF (2016)                  |                        |
| Gianluca Pollefliet                          | 28 de gener de 2002    | Lotto Dstny Development Team (2023) |                        |
| Nicolas Prodhomme                            | 1 de febrer de 1997    | VC Villefranche Beaujolais (2020)   |                        |
| Alan Retailleau                              | 18 de juny de 2000     | AG2R Citroën U23 Team (2022)        |                        |
| Damien Touzé                                 | 7 de juliol de 1996    | Cofidis (2020)                      |                        |
| Bastien Tronchon                             | 29 de març de 2002     | AG2R Citroën U23 Team (2022)        |                        |
| Andrea Vendrame                              | 20 de juliol de 1994   | Androni Giocattoli-Sidermec (2019)  |                        |
| Lawrence Warbasse                            | 28 de juny de 1990     | Aqua Blue Sport (2018)              |                        |
| Alex Baudin                                  | 25 de maig de 2001     | Tudor Pro Cycling Team (2022)       |                        |
| Edvald Boasson Hagen                         | 17 de maig de 1987     | TotalEnergies (2023)                |                        |
|                                              |                        |                                     |                        |
| Font: ProCyclingStats                        |                        |                                     |                        |

Nota: Franck Bonnamour, acomiadament